# 乌里扬诺夫斯克国立模范交响乐团
乌里扬诺夫斯克国立模范交响乐团（俄语：Ульяновский государственный академический симфонический оркестр «Губернаторский»），是一个位于俄罗斯联邦乌里扬诺夫斯克州乌里扬诺夫斯克的管弦乐团。乐团成立于1968年。乐团在1974年获得全俄交响乐团比赛冠军，1976年获苏联交响乐团比赛冠军。1993年，俄罗斯文化部授予乐团“模范”（академический）称号。

## 历任指挥
- 爱德华·谢罗夫（俄语：Серов, Эдуард Афанасьевич）（1968-1977）
- 尼古莱·根纳季耶维奇·阿列克谢耶夫（俄语：Алексеев, Николай Геннадиевич）（1985-2001）
- 谢尔盖·费鲁廖夫（Сергей Ферулёв，2005-2011）
- 奥列格·兹维列夫（德语：Oleg Jewgenjewitsch Swerew）（2012-）

资料来源：. Ульяновский Дом музыки.   [2017-05-02]. （原始内容存档于2017-07-27） （俄语）.